# Zoo et muséum d'Okinawa
Le zoo et muséum d'Okinawa (沖縄こどもの国, Pays des enfants d'Okinawa) est un parc zoologique et un parc à thèmes japonais situé dans la ville d'Okinawa. Le parc présente 126 espèces animales différentes, dont des lions, des girafes ou des éléphants d'Asie. Des races ou espèces locales sont également détenues comme le cheval Yonaguni. Le parc zoologique est également l'un des rares établissements à avoir détenu un chat d'Iriomote (Prionailurus bengalensis iriomotensis), trouvé séparé de sa mère à l'âge de cinq semaines le 14 juin 1979 sur l'île d'Iriomote. Le félin nommé Keita vécut au zoo et muséum d'Okinawa jusqu'à sa mort, à l'âge approximatif de treize ans et deux mois. Parmi les attractions, le zoo et muséum d'Okinawa propose la visite d'une maison traditionnelle d'Okinawa reconstruite ou un muséum interactif.